# Río Biavo
Der Río Biavo, im Oberlauf auch Río Diabo und Río Biabo, ist ein etwa 410 km langer rechter Nebenfluss des Río Huallaga in den Provinzen Ucayali (Region Loreto) und Bellavista (Region San Martín) im zentralen Norden Perus.

## Flusslauf
Der Río Biavo entspringt im äußersten Westen des Distrikts Contamana in der Provinz Ucayali. Das Quellgebiet liegt in der Cordillera Azul auf einer Höhe von etwa 1700 m. Der Río Biavo fließt anfangs 70 km nach Norden, anschließend 10 km nach Westen und erneut nach Norden. Er weist auf den oberen Flussabschnitten ein stark mäandrierendes Verhalten mit zahlreichen Flussschlingen und Altarmen auf. Bei Flusskilometer 250 vollführt der Fluss fast eine 180 Grad-Biegung nach links. Er fließt nun von zwei Höhenkämmen flankiert bis Flusskilometer 210 nach Süden. Hier trifft der von Süden kommende Río Chupichotal auf den Río Biavo. Dieser wendet sich nach Westen und durchbricht auf den folgenden Kilometern den westlich flankierenden Höhenkamm. Im Anschluss durchquert er eine Beckenlandschaft in nordnordwestlicher Richtung. Er weist dabei erneut ein stark mäandrierendes Verhalten auf. Der Río Platanillo mündet linksseitig in den Fluss. Ab Flusskilometer 155 durchschneidet er einen in Nord-Süd-Richtung verlaufenden Höhenkamm, anfangs knapp 10 km nach Westen, anschließend auf einer Länge von etwa 40 km in nördlicher Richtung. Bei Flusskilometer 125 trifft der Río Piquiyacu von links auf den Río Biavo. Bei Flusskilometer 100, bei der Ortschaft José Olaya, erreicht er ein im Westen und im Osten von Höhenkämmen flankiertes Längstal, das er in nördlicher Richtung durchfließt. Die Quebrada Yuracyacu mündet rechtsseitig in den Río Biavo. Dieser passiert auf dem anschließenden Flussabschnitt die Orte Barranca, Cuzco und Dos Unidos. Im Unterlauf weitet sich das Tal. Der Río Biavo bildet erneut zahlreiche Flussschlingen. Er erreicht das breite Flusstal des Río Huallaga und wendet sich nach Nordosten. Am Unterlauf liegen die Orte Nuevo Mundo und Nuevo Lima. Der Río Biavo nimmt noch die Flüsse Río Ponacillo und Río Bombonajillo von rechts auf, bevor er gegenüber von Puerto Rico in den Río Huallaga mündet.

## Einzugsgebiet
Der Río Biavo entwässert ein Areal von etwa 6922 km². Das Einzugsgebiet ist weitgehend deckungsgleich mit den Distrikten Alto Biavo und Bajo Biavo (beide in der Provinz Bellavista). Es grenzt im Westen an das des Río Cuñumbuza und des oberstrom gelegenen Río Huallaga, im Süden an das des Río Pucayacu, im Südosten an das des Río Pisqui, im Osten an das des Río Panya sowie im Nordosten an das des Río Ponasa.

## Wasserkraftnutzung
Es gibt Pläne für den Bau eines Wasserkraftwerks am Río Biavo. In dessen Rahmen soll auf einer Höhe von 706 m ein 14 m hoher Damm errichtet werden. Das Wasserkraftwerk soll mit vier vertikal gerichteten Turbinen mit einer Gesamtleistung von 302 MW ausgestattet werden. Die Brutto-Fallhöhe soll 365,6 m betragen, die Ausbauwassermenge 100 m³/s.

## Ökologie
Das obere Einzugsgebiet des Río Biavo befindet sich im Nationalpark Cordillera Azul.